# Edmond Debeaumarché
Edmond Debeaumarché, né le 15 décembre 1906 à Dijon (Côte-d'Or) et mort le 28 mars 1959 à Suresnes (Hauts-de-Seine), est un Héros de la Résistance, déporté résistant français et compagnon de la Libération.

## Biographie
Se destinant à l'aviation, sa vocation de pilote est brisée par une vue trop faible. Il entre alors par concours aux Postes, télégraphes et téléphones (PTT). Il est militant socialiste à la SFIO à partir de 1932, ainsi que syndicaliste.
Mobilisé en septembre 1939 en qualité de sergent radio dans l'Armée de l'Air, il est démobilisé en juin 1940 et, refusant la défaite, entreprend ses premières actions de résistance.

### Pendant laSeconde Guerre mondiale

#### Résistance
Au Ministère des PTT, Ernest Pruvost, assisté de Simone Michel-Lévy et de Maurice Horvais, tous trois rédacteurs, créent un groupe de Résistance de niveau national baptisé ACTION PTT, auquel il se joindra un peu plus tard.
En 1942, il crée l’État-Major PTT (EM-PTT), aussi appelé « Résistance PTT » ou « Service transmissions », en zone Nord. Les milieux résistants socialistes se regroupent ensuite, Action PTT et État-major PTT se rassemblent en 1943 dans Résistance PTT.
L’EM-PTT prend en main les liaisons postales de la "Confrérie Notre-Dame" (CND), le réseau de renseignement créé par le Colonel Rémy, et s’associe, avec un objectif plus militaire, avec l’Organisation civile et militaire (OCM). En juillet 1943, le service des Ambulants qu'il a créé pour l’acheminement du courrier clandestin touche la Normandie.
« Les courriers et le matériel arrivant de Londres par voie maritime étaient transportés depuis Pont-Aven jusqu’au plus proche ambulant qui les enfermait dans un sac postal plombé. À Paris, ce sac était chargé dans une camionnette des PTT qui en faisait la livraison à l’adresse indiquée. Le même procédé était employé pour nos courriers à destination de l’Angleterre, et la chose devenait plus simple encore s’il s’agissait d’une opération aérienne : une camionnette des PTT, qui était autorisée à circuler partout, à toute heure de jour ou de nuit, se rendait à proximité du terrain, emportant le courrier et les passagers «départ» et ramenait le courrier et les passagers « arrivée ». »
— Colonel Rémy
Edmond Debeaumarché dit « DURY » alias « l'Ami », et ses ambulants, les L.S.G.D. (Lignes Souterraines à Grande Distance), assurent le transport de l’ensemble du courrier des organisations de Résistance.

#### Jour J
Après une première arrestation par la Gestapo le 2 janvier 1944, il réussit à se procurer les trois codes secrets de codification utilisés par la Milice française de Darnand et les utilise pour déchiffrer les copies de tous les télégrammes chiffrés qui transitent par le central télégraphique de Paris et les fait passer aux services secrets britanniques (SOE). Le Jour J, il assure toutes les destructions et sabotages des voies de communications téléphoniques prévues par le plan "Violet", son plan de sabotage des télécommunications de l'ennemi adopté par les Anglais pour accompagner le débarquement allié en Normandie.

#### Déportation

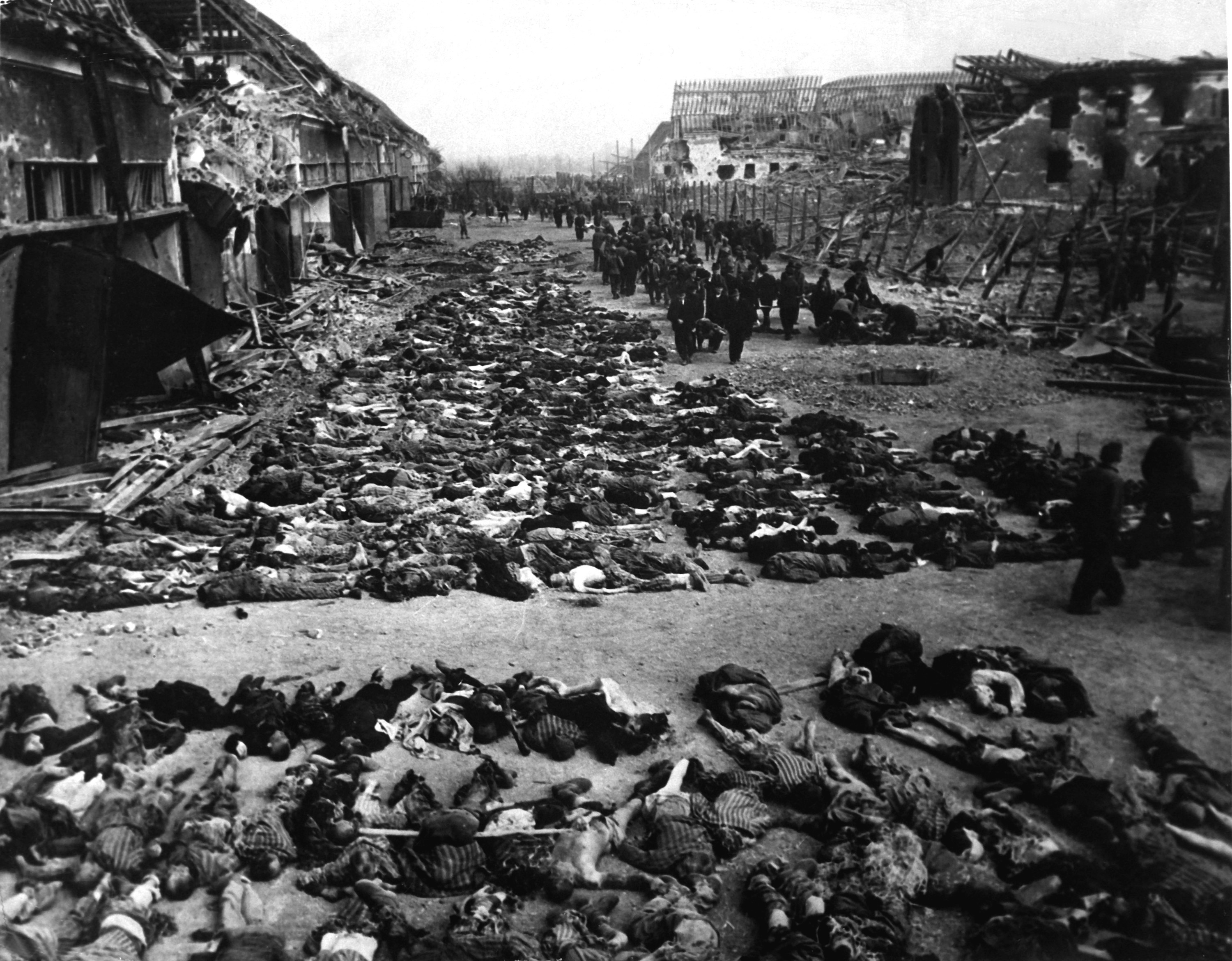
Amoncellements de cadavres dans la cour du camp de Dora-Nordhausen lors de sa libération par les Alliés le 12 avril 1945.

De nouveau arrêté le 3 août 1944, il est emmené au 11 rue des Saussaies, siège de la Sipo (police de sûreté) - SD (Service de sécurité), qui comprenait dans ses services, la section IV connue sous le nom de Gestapo, où il est interrogé par le capitaine Wagner lui-même qui brisera deux nerfs de bœuf au cours de cet "entretien". Pendant plusieurs jours, l'héroïque postier connaîtra toutes les tortures de la Gestapo : baignoire, pendaison par les pieds, volées de lanières en cuir sur les chairs à vif, matraquages, tortures psychologiques vis à vis de ses camarades libres ou incarcérés, de sa famille, de la Nation, etc. Il n'indiquera jamais les lieux de rassemblement et de tri des courriers, pas plus qu'il ne citera le moindre nom. Il confiera après la guerre : "je n'ai jamais eu conscience d'être un héros, mais seulement un homme qui, à un moment donné, s'est dressé contre une insulte à sa dignité d'homme. C'est un réflexe qui m'a permis de tenir".
Le 15 août 1944, jour du débarquement allié en Provence (nom de code Anvil Dragoon) est aussi le jour où les Allemands forment le dernier convoi massif de déportation de la région parisienne (« convoi des 57000 »),. Le 10 août les cheminots parisiens entamaient une grève qui retardera le convoi prévu pour le 12,. Dans la nuit du 12 au 13, c'est la Résistance qui détruit les installations de la gare de l’Est. Il est alors déporté le 15 août 1944 sur Buchenwald matricule "77119", puis transféré à Dora le 2 septembre 1944,.
Avec Marcel Petit, le général Louis Gentil, Émile Bollaert, Richard Pouzet, des Tchèques dont le médecin Jan Cespiva, il est l'un des principaux instigateurs de ce qu'on a appelé le complot de Dora. Découvert, il est interné à Nordhausen et condamné à mort par pendaison le 11 novembre 1944 mais la sentence n'est pas exécutée. Transféré de nouveau à Dora le 17 mars 1945 il est libéré le 15 avril 1945 par la 11e division blindée britannique. Il devance ses camarades pour organiser, assisté de trois d’entre eux, leur défilé sur les Champs-Élysées le 1er mai 1945 où ils sont accueillis par le général Kœnig, alors gouverneur militaire de Paris.

### Après la Seconde Guerre mondiale
Le lieutenant-colonel de réserve (Transmissions) Edmond Debeaumarché est membre de l'Assemblée consultative en 1945, délégué au titre des prisonniers et déportés.
Président de l'Union nationale des associations de déportés, internés et familles de disparus, il consacre son action en faveur des déportés, des veuves et des orphelins.
Il exerce la fonction de directeur de cabinet ou de chef de cabinet du ministre des P.T.T.Jean Letourneau du 26 janvier 1946 au 16 décembre 1946, puis est à nouveau directeur de cabinet ou de chef de cabinet du ministre des P.T.T.Eugène Thomas jusqu'au 7 février 1950.
Il exclut du Parti socialiste Paul Rassinier, à la date du 19 avril 1951, la SFIO considérant que la collaboration de Rassinier avec Albert Paraz (qui écrit la préface de Le Mensonge d'Ulysse, paru en octobre 1950) ne peut être admise (Paraz participe alors à la revue d'extrême droite Rivarol).
« Que si cet écrivain a cru pouvoir tourner en ridicule les résistants en général, se gausser de leurs sacrifices et de leurs souffrances, leur attribuer les ambitions les plus fantaisistes, cela ne regarde que lui, et la Commission nationale des Conflits n'a pas à le juger, Mais considérant que si Rassinier se défend de partager le point de vue de M. Paraz ou son opinion sur la Résistance, il n'en a pas moins accepté de faire précéder son ouvrage d'une préface qui constitue une atteinte intolérable à l'honneur des résistants, ce qu'aucun socialiste sincère ne saurait admettre ou excuser, Considérant qu'une telle préface n'est en fait qu'un moyen de publicité utilisé pour attirer l'attention du public sur l'ouvrage de Paul Rassinier et en faciliter la vente. »
- 21 janvier 1954 : Inspecteur principal des PTT à la direction départementale de Dijon (poste et bâtiments), pour une période de cinq ans, détaché, à compter du 1er janvier 1954, auprès du ministère des Anciens Combattants et Victimes de Guerre, pour exercer les fonctions d’inspecteur général[23].
- 2 juin 1954 : Inspecteur principal à Paris ligne de l’Ouest (changement de branche), et maintenu en cette qualité dans sa position actuelle de détachement auprès du ministère des Anciens Combattants[23]
- 8 février 1956 : Directeur départemental, titularisé dans le grade correspondant et maintenu en sa nouvelle qualité, dans sa position actuelle de détachement[23] [cf. B.A. 1956 (cabinet du Ministre)]
- 21 février 1956 : réintégré dans les cadres de l’administration des PTT en qualité de directeur départemental des PTT et à compter de la même date, détaché jusqu’au 31 décembre 1958, auprès du ministère des Anciens Combattants et Victimes de Guerre, pour exercer les fonctions d’inspecteur général de cadre temporaire[23]
- 15 octobre 1957 : intégré dans le corps de l’inspection générale du ministère des Anciens Combattants et Victimes de Guerre en qualité d’inspecteur général
- 9 janvier 1959 : Inspecteur général au ministère des Anciens combattants[23]

Il décède le 28 mars 1959, à Suresnes. Ses obsèques ont été célébrées dans la cour d’honneur des Invalides. Il est inhumé au cimetière des Péjoces à Dijon.

## Distinctions
- Grand officier de la Légion d'honneur par décret du 21 janvier 1957
- Compagnon de la Libération par décret du 19 octobre 1945
- Croix de guerre 1939–1945 avec palme de vermeil et étoile d'argent
- Médaille de la déportation pour faits de Résistance
- Médaille de l'internement pour faits de Résistance

- Médaille de la Liberté (États-Unis d'Amérique)
- Officier de l'ordre de la Couronne (Belgique)
- Croix de guerre 1940-1945 avec palme (Belgique)
- Commandeur de l'ordre royal du Cambodge
- Commandeur de l'ordre du Ouissam alaouite (Maroc)

## Hommages et postérité
- Ses obsèques ont été célébrées à Paris dans la cour d'honneur des Invalides.
- Sa tenue de déporté est exposée au musée de l'Ordre de la Libération.
- À Pantin et à Nanteuil(lequel ?) une commémoration le 16 août perpétue le souvenir des déportés du « dernier convoi »[25],[26].
- Un square porte son nom à Dijon 47° 18′ 46,61″ N, 5° 03′ 00,8″ E.
- Une plaque commémorative en sa mémoire est apposée à Dijon.
- Une rue porte son nom à Mantes-la-Ville.48° 58′ 31,89″ N, 1° 42′ 27,01″ E.
- Son engagement est salué par l'émission, le 26 mars 1960, d'une enveloppe « premier jour » illustrée à son nom[27] et l'édition d'un timbre commémoratif à son effigie — au sein d'une série de cinq timbres « Héros de la Résistance » émis le 28 mars 1960 et retirés de la vente le 10 septembre suivant[28].